# Solidaryzm
Solidaryzm – kierunek społeczno-polityczny z przełomu XIX i XX w. głoszący naturalną solidarność, rozumianą jako wspólnotę interesów różnych grup i warstw społecznych w państwie, niezależną od ich statusu ekonomicznego lub zawodowego i związanych z nimi różnic interesów. Był nurtem opozycyjnym wobec liberalizmu, któremu zarzuca przedkładanie jednostki i jej dobra nad interesy społeczeństwa jako całości, ale także wobec wielu nurtów socjalistycznych, podkreślających konfliktowy charakter społeczeństwa czy traktujących je materialistycznie.
W szerszym znaczeniu solidaryzm oznacza każde stanowisko uznające podstawową rolę solidarności czy wspólnoty interesów w życiu społecznym. Może być cechą politycznych nurtów katolickich, konserwatywnych, lewicowych czy nacjonalistycznych.

## Cechy ogólne
Solidaryzm rozwinął się niezależnie pod koniec XIX w. w myśli katolickiej (chrześcijański solidaryzm, wiązany z chrześcijańską demokracją i społeczną nauką Kościoła) i we Francji (solidaryzm o korzeniach socjalistycznych). Łączyło je kilka cech:
- solidarność jako najważniejsza więź społeczna,
- krytyka indywidualizmu, zakładającego samowystarczalność jednostki ludzkiej,
- krytyka kolektywizmu i etatyzmu, które niszczą naturalne więzi społeczne,
- instytucje społeczne mają charakter naturalny,
- każdy człowiek posiada dług wobec społeczeństwa (doktryna długu społecznego).

## Solidaryzm francuski

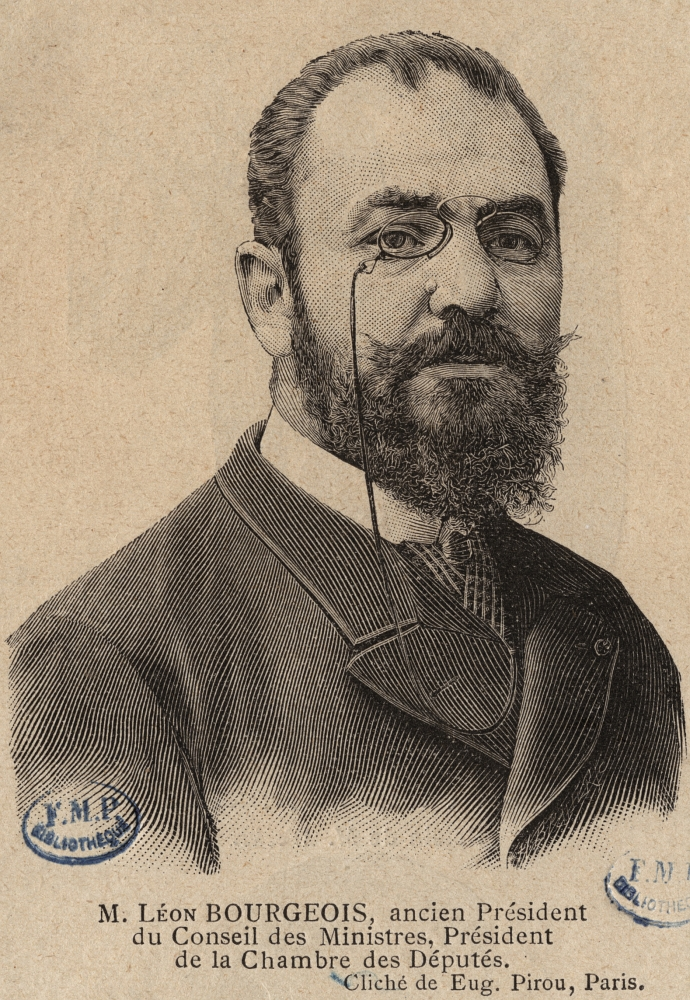
Léon Bourgeois (1851-1925)

Solidaryzm powstał we Francji pod koniec XIX w., stając się jednym z najważniejszych kierunków społeczno-politycznych III Republiki. Był wyrazem sprzeciwu wobec liberalnego indywidualizmu, jak i nurtów podkreślających kolektywizm i etatyzm. Jedne i drugie nurty zdaniem – solidarystów – niszczyły naturalne więzi społeczne. Naczelnymi tematami podejmowanymi przez solidaryzm były: łagodzenie i rozwiązywanie konfliktów i napięć społecznych, w szczególności kwestii robotniczej oraz problemu ubóstwa. Podobne idee pojawiały się już wcześniej, m.in. w czasie rewolucji francuskiej (idea braterstwa) czy u socjalistów utopijnych, a także w niektórych koncepcjach chrześcijańskich. To jednak solidaryzm uznał pojęcie solidarności za podstawę całej swojej doktryny.
Problematyka więzi społecznej znalazła najpierw opracowanie w socjologii Émile'a Durkheima i jego szkoły. W dziele O podziale pracy społecznej (1893) Durkheim opisał ewolucję społeczeństw, w której społeczeństwa przechodziły od więzi opartej na  solidarności mechanicznej (społeczeństwa plemienne, w których jednostki są do siebie podobne) do solidarności organicznej (społeczeństwa nowoczesne, w których istnieje głęboki podział pracy i powiązanie jednostek licznymi więzami zależności i specjalizacji).
Właściwym początkiem solidaryzmu była praca Léona Bourgeois'a Solidarité (1896), która tezy na temat roli solidarności jako więzi społecznej przekształcała w doktrynę społeczno-polityczną, mającą być odrębną zarówno od liberalizmu, jak i socjalizmu. Idee solidarystyczne miały być realizowane poprzez prawo i instytucje. Bourgeois wskazywał trzy podstawowe kierunki zmian prawnych: zabezpieczenie obywateli przed nieszczęśliwymi wypadkami, zagwarantowanie minimum egzystencji oraz darmowa edukacja. Dzięki politycznej pozycji Bourgeoisa (który był premierem Francji w latach 1895-1896) niektóre z tych zadań udało się zrealizować w III Republice za pomocą ustawodawstwa socjalnego i ochronnego.
Drugim istotnym teoretykiem solidaryzmu był Léon Duguit, który rozwinął solidarystyczną koncepcję prawa. Koncepcja prawa Duguita odnosiła się krytycznie do indywidualistycznego podejścia w prawie (łączonego z Lockiem i Rousseau) oraz do koncepcji pozytywistycznych, zarzucając im metafizyczne podejście do pojęć abstrakcyjnych (takich jak interes powszechny, wola powszechna, umowa społeczna, a także prawo podmiotowe, podmiot prawa, osoba prawna. Zdaniem Duguita nauka prawa skupiła się na tych abstrakcjach, zamiast zainteresować się prawem jako rzeczywistą więzią społeczną opartą na solidarności. Duguit postulował zbliżenie nauk prawnych do socjologii w ujęciu Durkheimowskim. Jedną z najbardziej znanych konsekwencji jego koncepcji było postulowane odrzucenie instytucji prawa podmiotowego (lub rozwinięcia instytucji nadużycia prawa podmiotowego) zarówno w prawie cywilnym, jak i publicznym.
Idee solidaryzmu zostały przyjęte przez niektóre francuskie ugrupowania polityczne: Radykalną Partię Socjalistyczną. Niektóre idee solidarystów były zbieżne z programem radykałów i socjalistów Frontu Ludowego, co pozwalało na współpracę polityczną, pomimo znaczących różnic w ostatecznych celach i stosowanych środkach obu nurtów. Solidaryzm był na tyle znaczącym nurtem, że określano go mianem "oficjalnej filozofii III Republiki".
Szczyt popularności solidaryzm osiągnął ok. 1914, a następnie nurt stawał się coraz mniej istotny. Idee przez niego wprowadzone (łącznie z zasadą solidarności) pozostały jednak obecne w polityce francuskiej przez cały wiek XX. Pewne idee przez niego wprowadzone zostały również przeniesione na sferę międzynarodową. Bourgeois postulował w 1910 powołanie Towarzystwa Narodów, opartego na prawnej więzi między narodami. Na tej podstawie francuscy solidaryści włączyli się w tworzenie po I wojnie światowej Ligi Narodów (1920), a sam Bourgeois stanął na czele Rady tej organizacji

## Solidaryzm chrześcijański

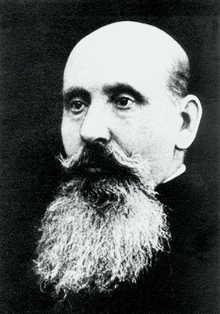
Heinrich Pesch (1854-1926)

Chrześcijański solidaryzm rozwinął się w ramach katolickiej myśli społecznej. Jej początki można znaleźć w encyklice Leona XIII Rerum Novarum (1891). Solidaryzm katolicki był rozwijany w encyklikach kolejnych papieży, z których najważniejsze są Popolorum Progressio (1967) Pawła VI i Sollicitudo rei socialis (1987) Jana Pawła II.
Twórcą systematycznego wykładu chrześcijańskiego solidaryzmu, jako chrześcijańskiej doktryny społeczno-ekonomicznej,  był niemiecki jezuita Heinrich Pesch, autor pięciotomowego Lehrbuch der Nationalökonomie (1920-1926).  Było to dzieło ekonomiczne, w którym autor starał się znaleźć drogę środka pomiędzy indywidualistycznym kapitalizmem a koncepcjami kolektywistycznymi.
Chrześcijański solidaryzm zakładał organiczną wizję społeczeństwa, w której jest ono naturalnym miejscem życia jednostek i warunkiem realizacji ich własnych potencji. Wiązał się też z postulatem szerokiego samorządu i autonomii dla wspólnot istniejących w ramach państwa. Wpływy solidaryzmu chrześcijańskiego pojawiały się również w korporacjonizmie.

## Solidaryzm narodowy
Do szeroko pojętego solidaryzmu odwołują się również ruchy nacjonalistyczne. Pojęcie solidarności, jako podstawowej więzi łączącej członków narodu i przezwyciężającej podziały społeczne, było istotne już dla XIX wiecznych teoretyków nacjonalizmu, jak Ernest Renan i Giuseppe Mazzini. Tym samym solidaryzm stał się jedną z cech ruchów nacjonalistycznych. Jego elementy pojawiły się również w  doktrynach faszystowskich.
Nacjonaliści (np. w deklaracjach polskiego Ruchu Narodowego) podkreślają solidarną więź pomiędzy członkami określonego narodu, będącego podstawową wspólnotą społeczno-polityczną i opartą na wspólnej tożsamości narodowej. Solidaryzm ten odrzuca jako szkodliwe koncepcje zakładające dzielenie narodu ze względu na klasy społeczne. Odrzuca też jako antynarodowe doktryny głoszące egoizm etyczny i kapitalistyczny indywidualizm jako destrukcyjne dla życia. Sprzeciwia się on ekonomizmowi i ekonomocentryczności każącej na kwestie wzrostu gospodarczego patrzeć w oderwaniu dobra społecznego.

## Inne kraje
Idee solidaryzmu spotkały się z zainteresowaniem również w innych krajach Europy. Łączono przy tym koncepcje niemieckie i francuskie. Przedstawicielami solidaryzmu w Polsce byli np. ksiądz Jan Piwowarczyk, czy prawnicy Leopold Caro czy Wacław Makowski. Prace Caro włączały się w nurt chrześcijański solidaryzmu, jednak oparte były w większości na pracach solidarystów francuskich. Z kolei solidaryzm Makowskiego był ważną ideą obozu sanacyjnego (szczególnie BBWR).

## Prawo konstytucyjne
Zasada solidaryzmu (lub zasada solidarności), jako wzajemnej więzi członków danego społeczeństwa i traktowaniu państwa jako dobra wspólnego, została wpisana do wielu konstytucji jako jedna z podstawowych zasad prawa, np. Konstytucji Polski (art. 20), Boliwii, Kolumbii, Kuby, Włoch, Korei Północnej, Paragwaju, Portugalii, Tunezji.